# أليكس كاسكي
أليكس كاسكي (بالإنجليزية: Alex Caskey)‏ (22 يوليو 1988 بدنوودي في الولايات المتحدة - ) هو لاعب كرة قدم أمريكي في مركز الوسط. لعب مع دي.سي. يونايتد وسياتل ساوندرز وتشارلستون بيتري وريتشموند كيكرز وAtlanta Blackhawks ‏.

## روابط خارجية
- أليكس كاسكي على موقع الدوري الأمريكي (الإنجليزية)
- أليكس كاسكي على موقع قاعدة بيانات كرة القدم.إي يو (الإنجليزية)